# Přímořsko-vnitrokraňský region
Přímořsko-vnitrokraňský region (slovinsky Primorsko-notranjska statistična regija) je jedním z 12 statistických regionů Slovinska (úroveň NUTS3). Do 31. 12. 2014 se jmenoval Vnitrokraňsko-krasový region (slovinsky Notranjsko-kraška statistična regija). Spolu s ostatními statistickými regiony byl vytvořen v květnu 2005. Tvoří jej šest občin, z nichž nejlidnatější je občina Postojna. Rozloha regionu činí 1 456,1 km² a k 1. lednu 2016 v něm žilo 52 523 obyvatel. Hlavním městem je Postojna.

## Seznam občin
|   | Občina           | Mapa | Rozloha v km² | Počet obyvatel (k 1. 1. 2016) |
| - | ---------------- | ---- | ------------- | ----------------------------- |
| 1 | Bloke            |      | 75,1          | 1 538                         |
| 2 | Cerknica         |      | 241,0         | 11 402                        |
| 3 | Ilirska Bistrica |      | 480,0         | 13 594                        |
| 4 | Loška dolina     |      | 166,8         | 3 857                         |
| 5 | Pivka            |      | 223,3         | 6 064                         |
| 6 | Postojna         |      | 269,9         | 16 068                        |
|   | Region celkem:   |      | 1 456,1       | 52 523                        |